# Вуич, Михаил
Михаил Вуич (серб. Михаило Вујић; 26 октября/7 ноября 1853, Белград — 1 марта / 14 марта 1913, Сушак) — сербский экономист, политический и государственный деятель, педагог, профессор политической экономии Белградского университета (1888—1891). Доктор философии (1879). премьер-министр Королевства Сербия (1901—1902). Действительный член Сербской Королевской академии наук и искусств (с 1901).

## Биография
Изучал философию и экономику в Берлине, Лейпциге и Париже.
Служил в министерстве финансов, потом в 1879—1887 — профессор, читал лекции по политической экономии в белградском университете.
Член умеренного крыла Сербской Народной радикальной партии.
Обратил на себя внимание своими статьями об финансово-экономическом положении Сербии.
В 1887 году впервые занял пост министра финансов в первом радикальном правительстве Йована Ристича.
В 1888 г. вновь был министром финансов в радикальном кабинете премьер-министра Савы Груича, затем в 1889—1891 гг., этот пост остался за ним и по вступлении во власть регентства в новом кабинете Груича, затем Николы Пашича (1891), Лазара Докича (1893), Груича (1893—1894).
В 1896—1897 г. — в той же должности в либерально-радикальном кабинете Дьоки Симича.
Вошёл в историю государства, как министр финансов, объявивший государственную монополию на табак и соль, железные дороги, которые ранее находились в руках иностранных компаний. Организовал несколько общественных финансовых фондов, увеличил доходную часть бюджета, понизил уровень финансового дефицита в Сербии.
Позже был посланником в Париже.
В 1900—1901 — министр иностранных дел в кабинете Алексы Йовановича.
В 1901—1902 гг. — премьер-министр Королевства Сербия, возглавлял коалиционный кабинет, сохранив за собой портфель министра иностранных дел. Провёл новую конституцию Сербии. 7 ноября 1902 г. ушёл в отставку с поста премьера.
После этого, нескольких лет был послом в Вене (1903), Берлине (1906) и Риме (1909).
Был избран действительным членом Сербской Королевской академии (5 февраля 1901 года).
Автор нескольких работ в области экономики, в том числе, «Начела народне економије» в 3-х томах (1895—1898).

## Источник
- Вуич, Михаил // Энциклопедический словарь Брокгауза и Ефрона : в 86 т. (82 т. и 4 доп.). — СПб., 1890—1907.
- Михаило ВУЈИЋ (недоступная ссылка) (серб.)